# Tape-Test
Der Tape-Test oder Tesatest ist ein Mittel zur Überprüfung der Qualität einer Beschichtung, z. B. im Druckwesen der einer Lackierung. Der getrocknete Lackfilm einer Druckveredelung darf nicht durch selbstklebende Etiketten oder Folien beschädigt werden.
In der Kennzeichnungstechnik dient der Tesa-Test zur Prüfung der Haft- und Abriebfestigkeit von Markierungen und Kennzeichnungen. Dabei wird ein Klebeband auf die markierte Oberfläche gedrückt und ruckartig entfernt, um festzustellen, ob sich die Markierung ablöst. Das Verfahren bewertet die Haltbarkeit der Kennzeichnung und ist besonders wichtig in der Qualitätskontrolle bei industriellen Anwendungen. Aufgrund der vielen verschiedenen Klebebänder dient der Test vor allem der Orientierung.